# Pont de Moret-sur-Loing

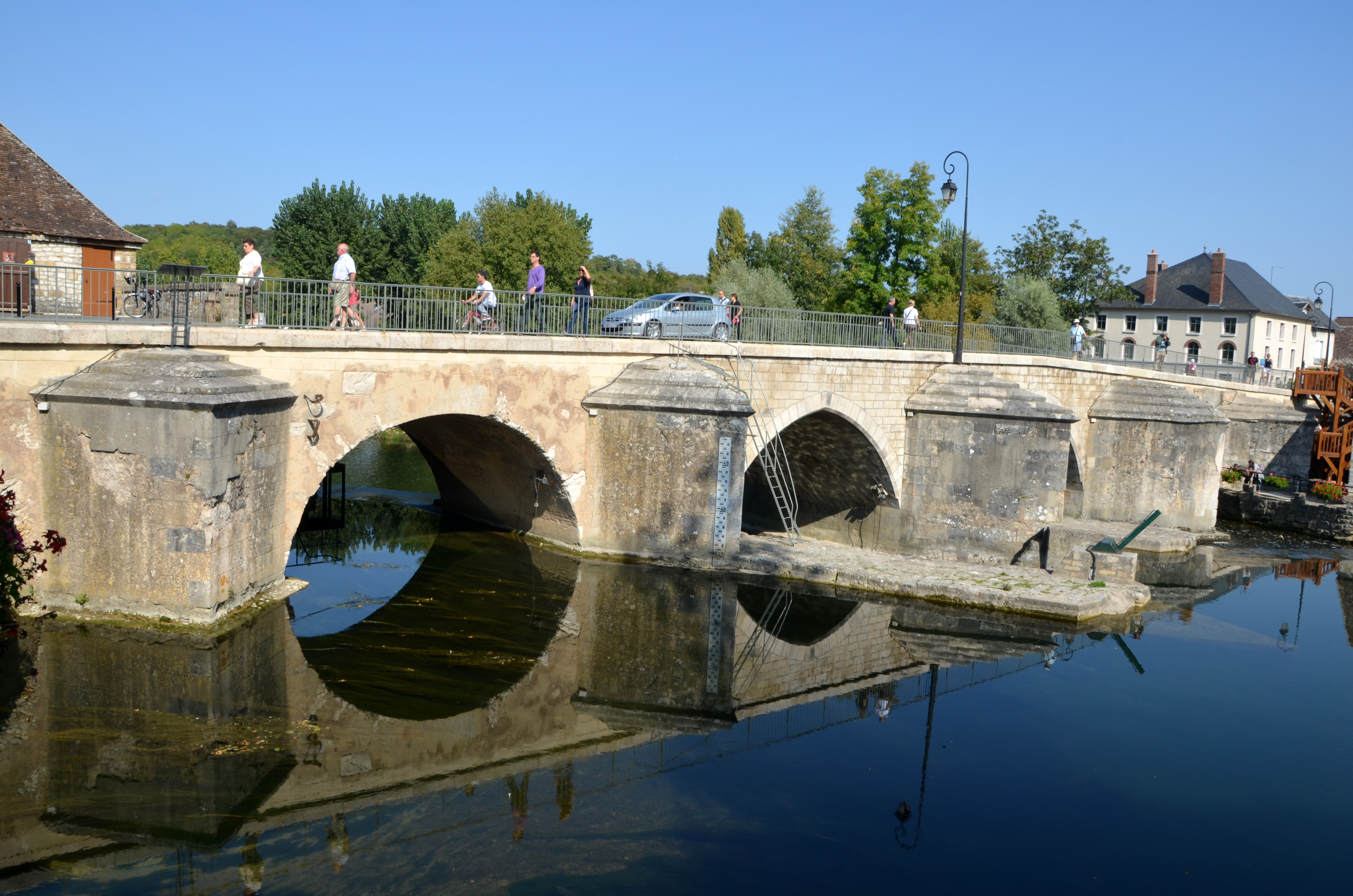
Die Brücke heute

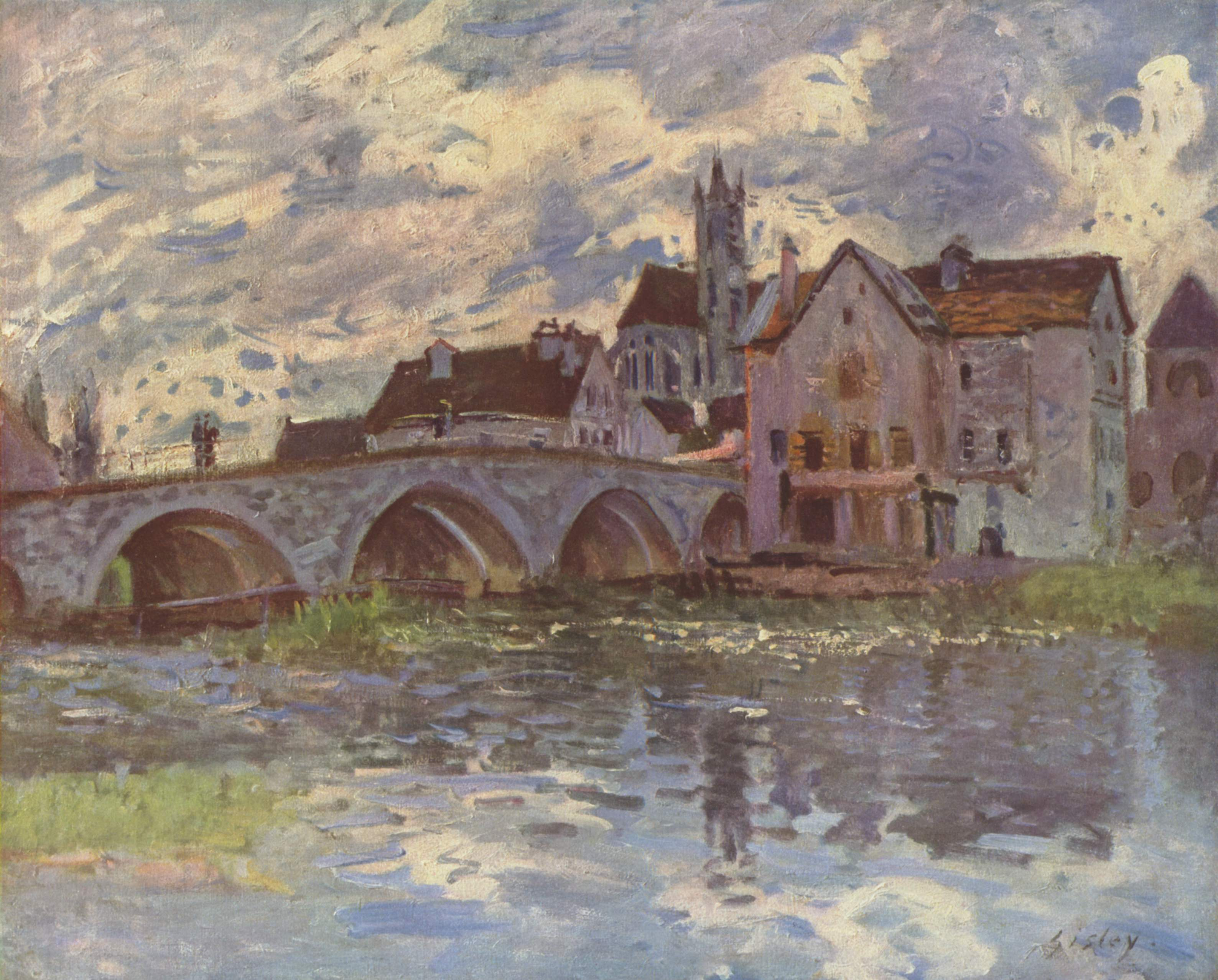
Die Brücke gemalt von Alfred Sisley, um 1885

Die Pont de Moret-sur-Loing ist eine Brücke in Moret-Loing-et-Orvanne, einer Stadt im Département Seine-et-Marne der Region Île-de-France, die ursprünglich im 14. Jahrhundert errichtet wurde. Die Brücke über dem Fluss Loing ist ein geschütztes Baudenkmal (Monument historique).
Die erste Brücke in Moret-sur-Loing, die auf das Stadttor Porte de Bourgogne zuführte, wurde im 14. Jahrhundert mit Spitzbogenarkaden gebaut. Im letzten Drittel des 19. Jahrhunderts wurde sie nach der Methode von François Coignet mit Beton verstärkt. Der Impressionist Alfred Sisley malte die Brücke 1890 und 1893.
Am 24. August 1944 wurde die Brücke von abziehenden deutschen Truppen gesprengt, nach dem Zweiten Weltkrieg wurde sie wiederhergestellt. Die letzte Restaurierung fand 1993 statt.